# Skafferi

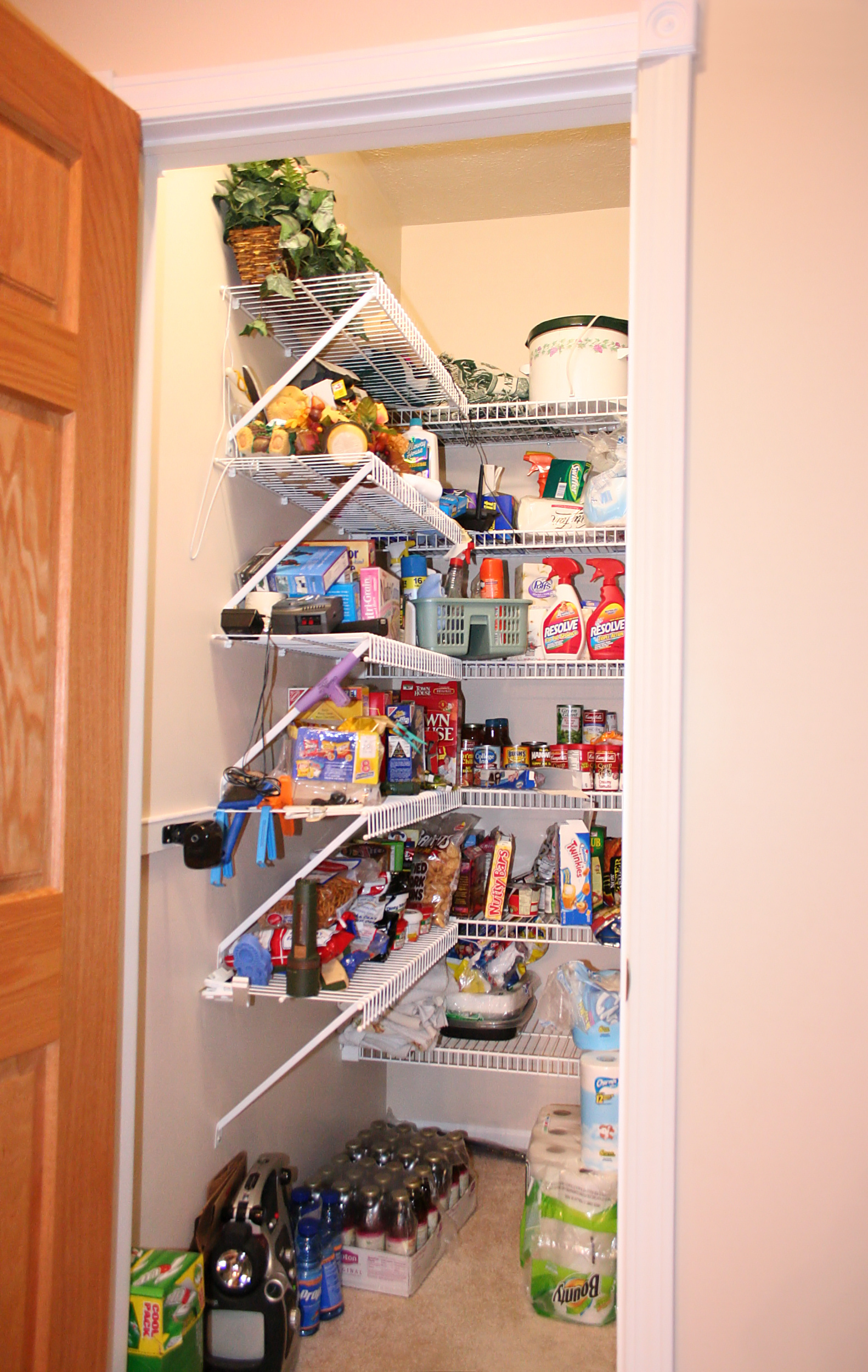
Skafferi i USA 2006.

Ett skafferi är ett förvaringsutrymme avsett för livsmedel. Det är vanligtvis för sådan mat som ej behöver kylning, inklusive potatis, lök, konservburkar, (oöppnade) glasburkar med sylt/marmelad, och i viss mån grönsaker och frukt. Temperaturen kan vara antingen rumstemperatur eller anknuten till utomhustemperaturen genom en ventil (ett kallskafferi eller sval). En jordkällare är en typ av skafferi.